# Johann Friedrich von Alvensleben
Johann Friedrich von Alvensleben (ur. 9 stycznia 1657 w Halle, zm. 21 września 1728) – pruski dyplomata.
W latach 1703–04 był specjalnym wysłannikiem Prus na polskim dworze. Jego misja wiązała się z planem nakreślonym przez Fryderyka I Hohenzollerna, by Królestwo Prus pośredniczyło w sporze szwedzko-polskim. W 1719 został ministrem na usługach Hanoweru. Do służby powołał go sam Jerzy I Hanowerski.
Jego synem był hanowerski minister Rudolf Anton von Alvensleben (1688-1737).

## Literatura
- Johann August Jänichen: Johann Friedrich von Alvensleben (Leichenpredigt), Magdeburg 1729.
- Siegmund Wilhelm Wohlbrück: Geschichtliche Nachrichten von dem Geschlecht von Alvensleben und dessen Gütern. Dritter Theil, Berlin 1829, S. 242-273.
- O. von Heinemann: Geschichte von Braunschweig und Hannover, 1884-92.
- Leopold von Ranke: Zwölf Bücher Preußischer Geschichte. Kritische Ausgabe von G. Küntzel, 3 Bände, 1930.
- Udo von Alvensleben: Die braunschweigischen Schlösser der Barockzeit und ihr Baumeister Hermann Korb, Braunschweig 1937.
- Neue Deutsche Biographie, Bd. 1, 1953, S. 233-234.
- Sabine Sellschopp: Leibniz und die Brüder von Alvensleben – Begegnungen und Briefwechsel. In: Berthold Heinecke und Hartmut Hecht (Hrsg): Am Mittelpunkt der zwischen Hannover und Berlin vorfallenden Mitteilungen. Gottfried Wilhelm Leibniz in Hundisburg. Beiträge zur Tagung in Hundisburg am 18. September 2004. Hundisburg 2006, S.51-69.